# Pouchong

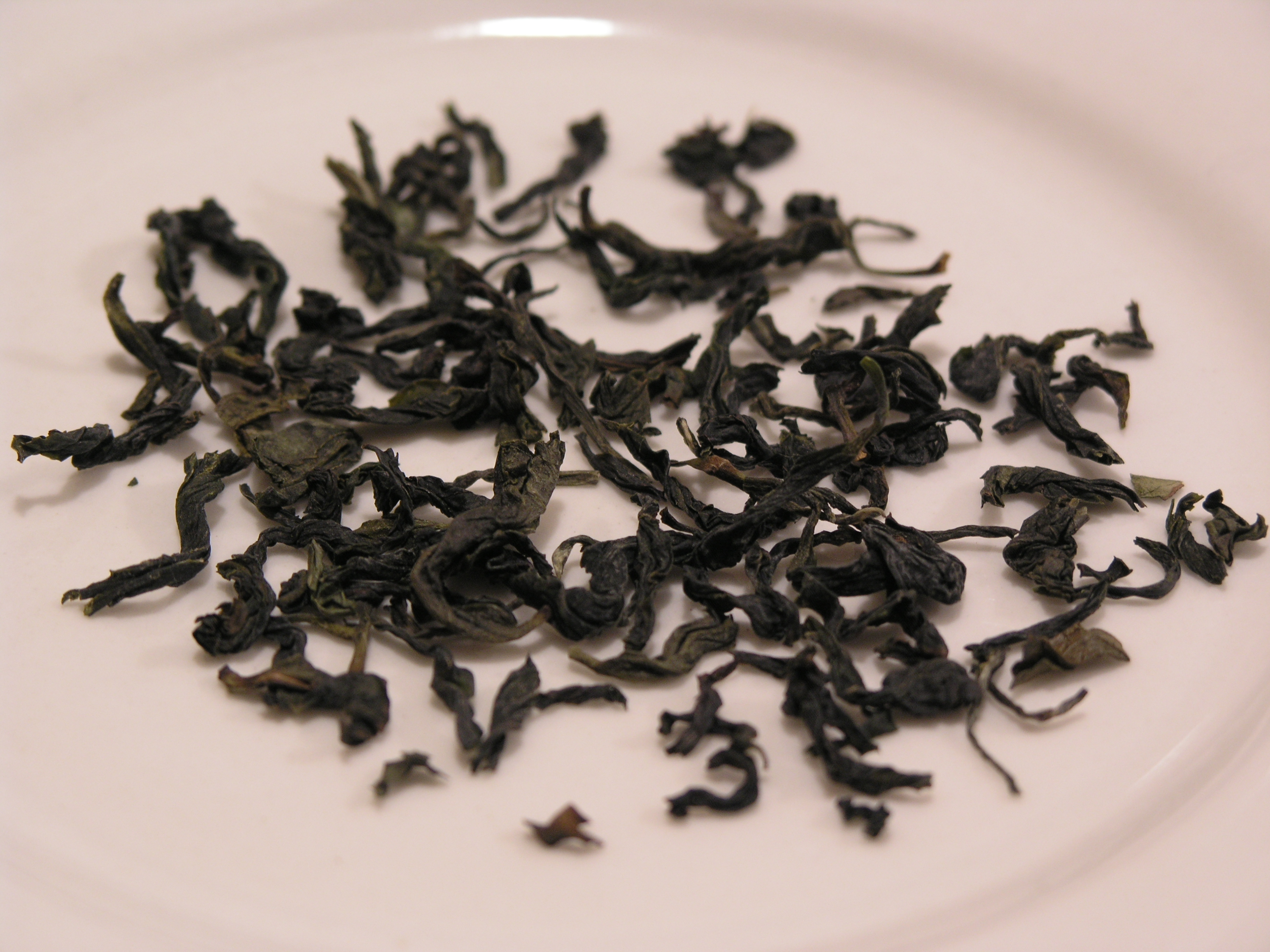
Pouchong-Tee

Pouchong (chinesisch 包種茶, Pinyin bāozhòng) ist ein leicht fermentierter Tee (etwa 30 %). Nicht vollständig fermentierten Tee bezeichnet man auch als Oolong.
Damit liegt er in Bezug auf den Fermentierungsgrad zwischen grünem Tee (praktisch unfermentiert) und schwarzem Tee.

## Anbaugebiete
Pouchong wird hauptsächlich in Fujian und auf Taiwan produziert. 
Fujian:
Pouchong-Tee kommt ursprünglich aus Anxi, Fujian. Dort wird er auch heute noch angebaut. Xi Cheng Wang, aus Fujian, baute dort um 1850 Anxi-Tee nach der Wuyiyan-Tee-Anbaumethode an. Nach Pflücken der Blätter faltete er diese in rechteckige Formen. Anschließend wurden die Blätter dann in rechteckiges Fujian-Bambuspapier gepackt. So entstand der Name, der so viel wie "Beutel-Tee" bedeutet.
Taiwan:
In Taiwan wird er vor allem im Norden angebaut. Ein bekanntes Anbaugebiet, das hochqualitativen Tee erzeugt, ist Wenshan(文山) in Pingling, wo der Tee auf einer Fläche von 2300 ha auf 400 Meter Seehöhe wächst. Dongdingshan(冻顶山) ist ein weiteres bekanntes Anbaugebiet im Süden Taiwans. Hier wird der Tee auf 1000 bis 1800 Meter Seehöhe angebaut.

## Verarbeitung
Grüner Tee wird bald nach dem Pflücken mit Dampf behandelt und darf nicht oxidieren. Dadurch bleiben Antioxidantien und andere Nährstoffe erhalten. Oolong wird hingegen je nach Sorte mehr oder weniger oxidiert. Beim Pouchong-Tee wird durch einen besonders langsamen Trocknungsprozess der Tee leicht oxidiert (typischerweise 10–20 %). Nach Pflücken der Blätter lässt man sie einige Stunden in der Sonne welken, um ihren Feuchtigkeitsgehalt zu reduzieren. Wenn dann ausreichend Weichheit erreicht wurde, werden die Blätter vorsichtig gerollt zusammen mit einem leichten Röstvorgang. Durch die leichte Oxidation bleibt der grüne Farbton der Blätter kräftig. Durch die besondere Trocknung behält Pouchong einerseits die vielen gesundheitlichen Vorzüge eines Grüntees, andererseits bietet er aber zugleich einige der metabolischen Effekte eines Oolong-Tees.

## Geschmack und Aussehen
Im Geschmack ist er blumig, in der Konsistenz cremig und süß, im Abgang duftend. Die Blätter ähneln einer gedrehten Schnur, ihre Farbe ist grün, nach dem Aufguss hat der Tee eine honiggrüne Farbe.

## Anwendung
Pouchong stärkt das Herz, wirkt harntreibend, wirkt Müdigkeit entgegen, lindert Nikotin- und Alkoholsucht und verhindert Arterienverkalkung.